# Endophthora rubiginella
Endophthora rubiginella är en fjärilsart som beskrevs av Hudson 1939. Endophthora rubiginella ingår i släktet Endophthora och familjen äkta malar. Inga underarter finns listade i Catalogue of Life.